# 太平洋星
太平洋星（224 Oceana）是人類發現的第224顆小行星，它是一顆主帶小行星，它的光譜分類是M型，但不是金屬的。
它是在1882年3月30日被約翰·帕利薩在維也納發現的，稍後被命名為太平洋。
太平洋星是在1993年使用哈伯太空望遠鏡的暗天體攝譜儀以紫外線研究OH發射譜線的5顆過渡彗星 — 以UV尋找小行星的OH輻射之一。這是業餘天文學家獲准使用哈伯太空望遠鏡研究的一個項目。

## 與海洋之神有關的小行星
(17) 海女星、(29) 海后星、(4660) 海神星，都是依據希臘或羅馬與海洋之神相關的神祇命名的小行星。